# Palacio Borghese

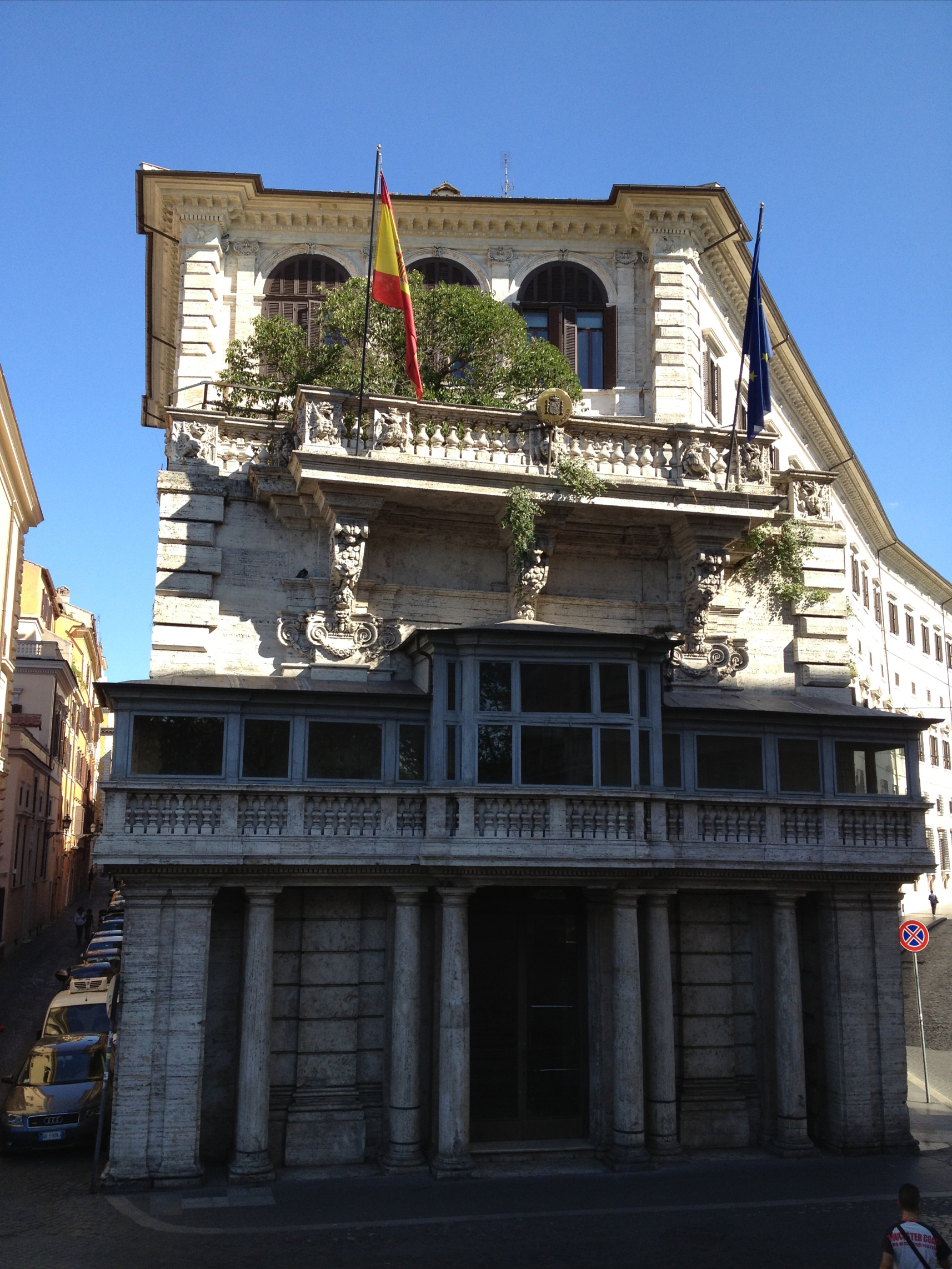
Fachada del palacio sobre el río Tíber, obra de Flaminio Ponzo y Carlo Rinaldi. Entrada principal de la Embajada española.

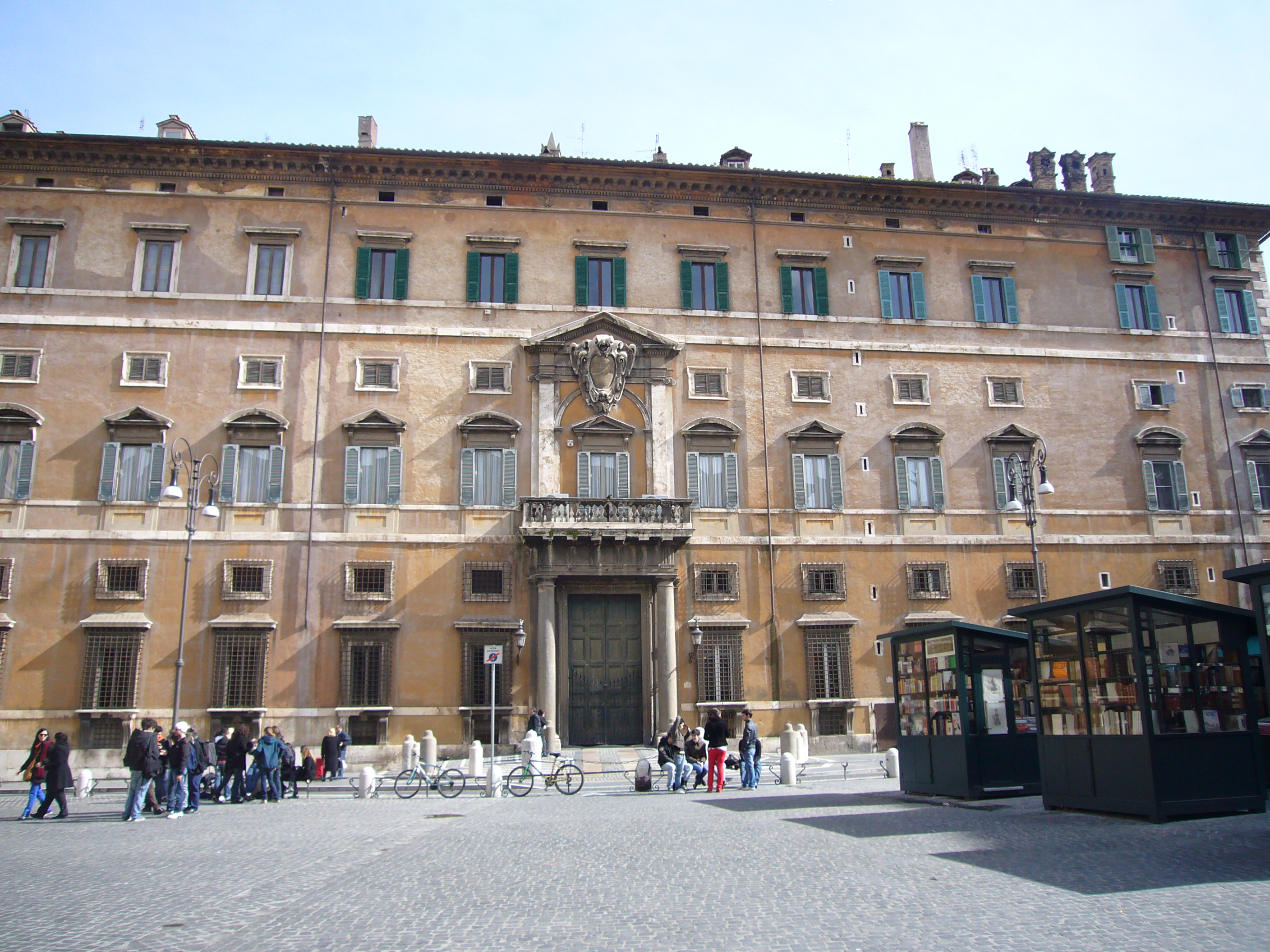
Fachada del palacio hacia al Largo della Fontanella Borghese.

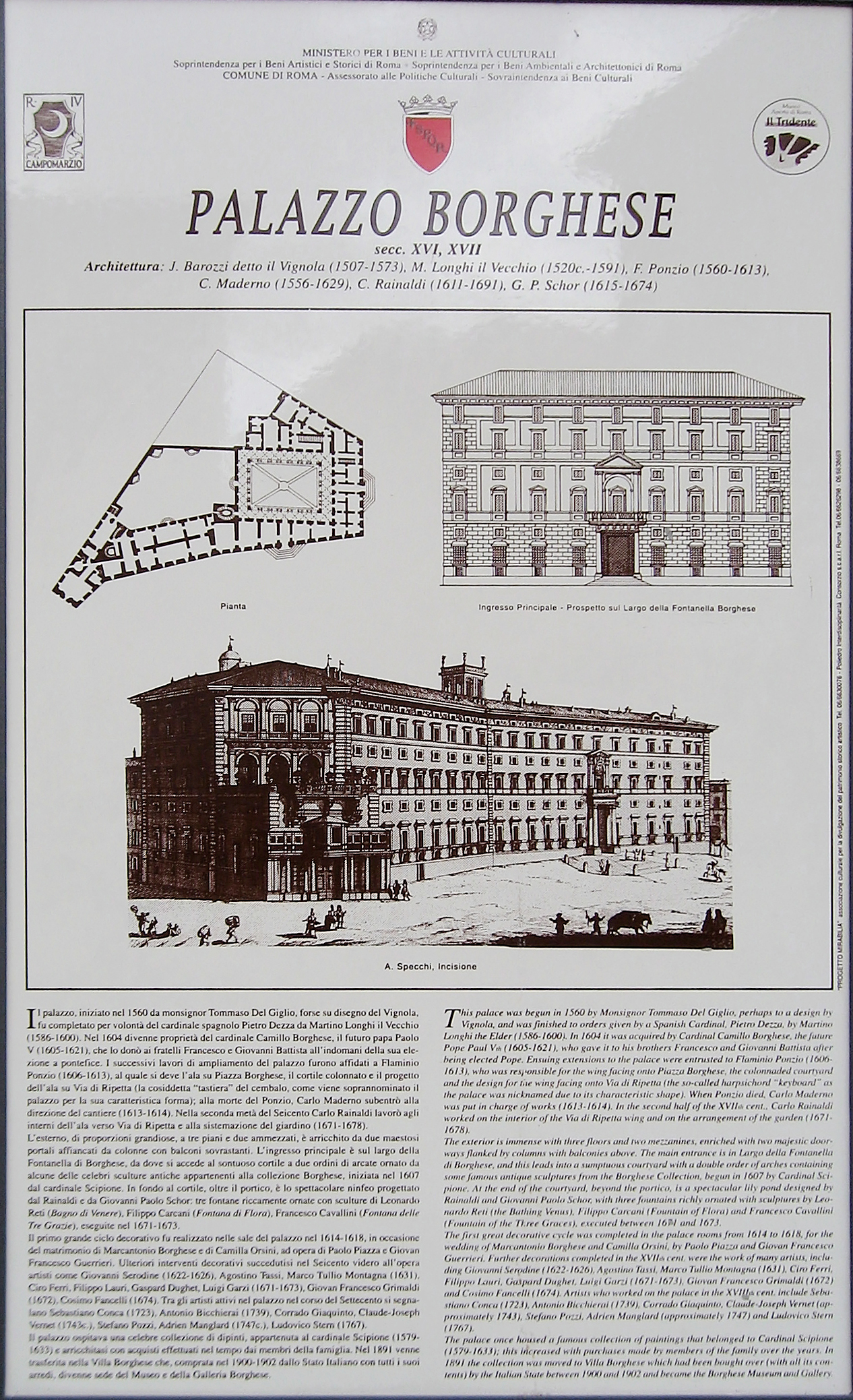
Plano del Palacio Borghese.

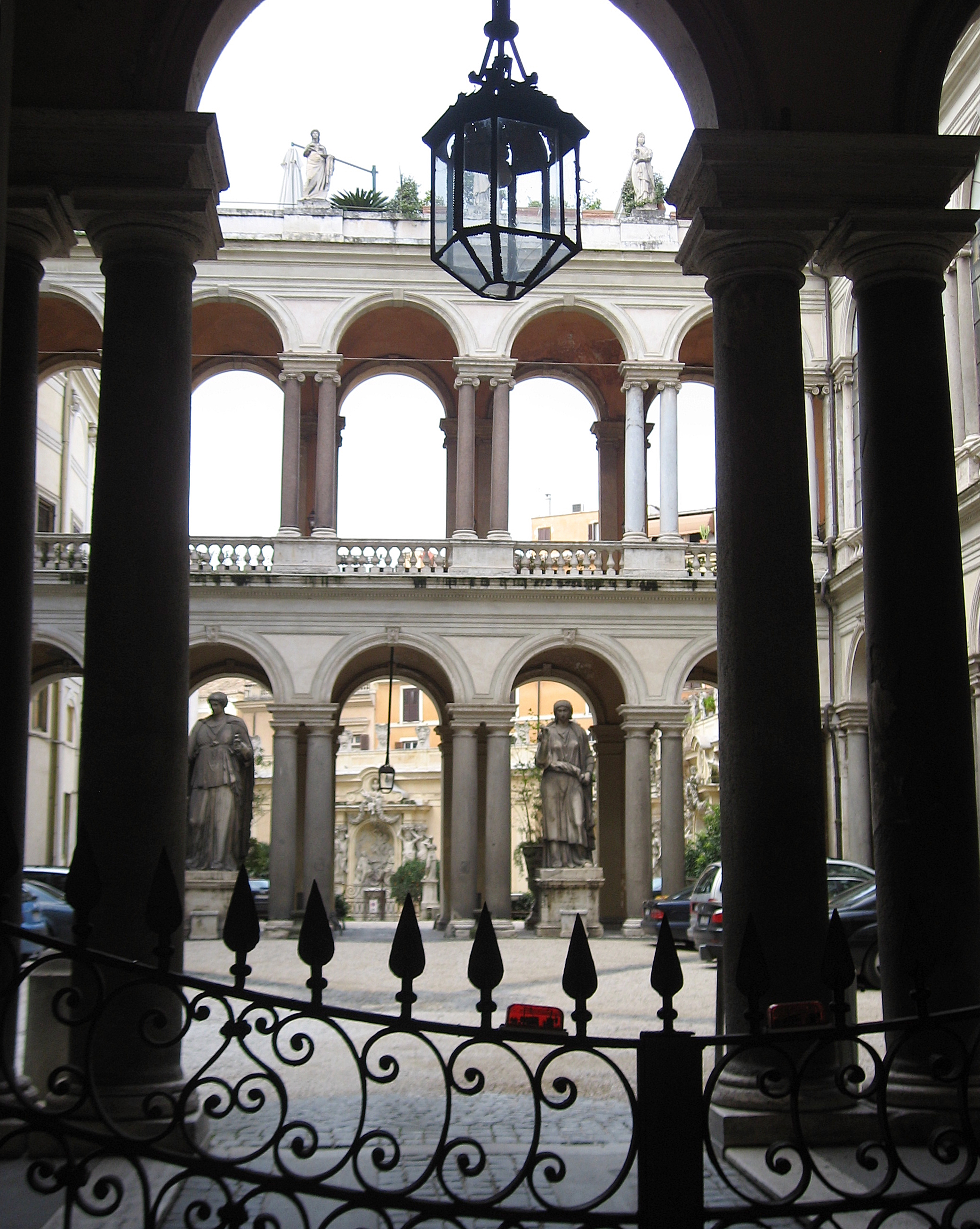
Vista del patio interior del palacio.

El palacio Borghese fue la residencia de la familia Borghese en la ciudad de Roma, Italia, denominado comúnmente como il Cembalo (el Clavecín) debido a su insólita planta trapezoidal. Es una obra de estilo manierista tardío. Se encuentra en el centro histórico de la ciudad, su fachada más corta limita con la ribera del río Tíber; sus otras dos fachadas están orientadas, una frente al Largo della Fontanella Borghese y la otra, en un flanco, frente a la Piazza Borghese y siguiendo toda la Via Borghese hasta la ribera del río. Todas sus entradas conducen a un gran patio central de dos alturas con arcada abierta y decorada con columnas dóricas y jónicas.
En su planta primera se encuentra ubicada la Embajada de España en Italia desde 1947.

## Historia
El historiador de la arquitectura Howard Hibbard ha demostrado que la fachada del palacio que está orientada al Largo della Fontanella Borghese fue comenzada entre 1560 y 1561 por órdenes de Monseñor Tommaso del Giglio, cuyo escudo de armas se encuentra sobre la puerta de dicha fachada. El mismo Hibbard sugiere que el arquitecto que proyectó la obra fue Vignola, una teoría aceptada por los también historiadores, Antonio Blunt y James S. Ackerman. La obra, iniciada por Vignola fue continuada por Martino Longhi el Viejo, que siguió en cierta medida los planos del primero, sobre todo en lo que se refiere a la arcada que rodea el patio interior, que fue realizada entre los años 1575 y 1578. Longhi siguió trabajando para el cardenal Pedro de Deza, quién compró la propiedad en 1587, en la construcción del proyecto.
El cardenal Camillo Borghese adquirió el palacio en 1604 y junto con él, adquirió otras propiedades adyacentes. Cuando el Cardenal se convirtió en el Papa Paulo V en 1605, el palacio se convirtió en la residencia de sus hermanos. Durante esta época las labores de construcción del palacio continuaron, en este caso, a cargo de Flaminio Ponzio, y a su muerte en 1613 por Carlo Maderno y Giovanni Vasanzio. Ponzio amplió el patio cuadrado de cinco a siete arcadas, y construyó la escalera oval. También construyó la fachada secundaria que está orientada hacía la Piazza Borghese.
A la muerte de su tío Camillo, el cardenal Scipione Borghese se instaló en el palacio y convirtió el jardín del palacio en una logia.
Entre 1671 y 1676 Carlo Rinaldi remodeló el palacio para el príncipe Giovanni Battista Borghese, siendo realizados los cambios más ambiciosos en la planta baja, con la construcción de un ala que se extendía hacia el Tíber por la Via Borghese, y que da al palacio unas maravillosas vistas al río Tíber. A lo largo de los años se fueron realizando distintas obras para embellecer el palacio, así, Rainaldi añadido la galería de columnas a la fachada del río Tíber realizada por Ponzi, construyó una capilla oval con un hermoso estucado, y añadió a la galería abovedada detalles decorativos de un estilo altamente recargado diseñados por Giovannni Francesco Grimaldi.

## Datos generales
La fachada principal del palacio consta de tres pisos, con dos entrepisos insertos, de dos majestuosas entradas flanqueadas por columnas y de un balcón central.
El edificio cuenta con un magnífico patio interior, descrito como "uno de los más espectaculares del mundo", está rodeado por noventa y seis columnas de granito y decoradas con estatuas y un ninfeo; así como con un jardín cerrado construido según el proyecto de Johann Paul Schor y terminado por Rainaldi para el príncipe Giovanni Battista Borghese en 1673. 
La fachada hacia la Piazza Borghese se encuentra frente a otro palacio Borghese, reconstruida en el siglo XVI por Escipión Borghese como residencia de los miembros menores de la familia, los establos y los criados.
Palacio Borghese fue sede original de la colección de arte de la familia, con obras de Rafael, Tiziano y otros muchos autores; sin embargo, desde 1891 dichas obras se encuentran en la Galería Borghese, en Villa Borghese.
Como curiosidad, se debe decir que la escena del balcón de la película Romeo y Julieta de 1968 fue filmada aquí.